# المهير
المهير هي مدينة جزائرية تقع في ولاية برج بوعريريج.
بها أهم حمام معدني على مستوى الولاية وهو حمام البيبان يقصده المرضى من مختلف أنحاء الوطن، تعد بلدية المهير من أقدم البلديات على مستوى ولاية برج بوعريريج.

## أعلام
- علي بن شيخ